# Fadil Hoxha

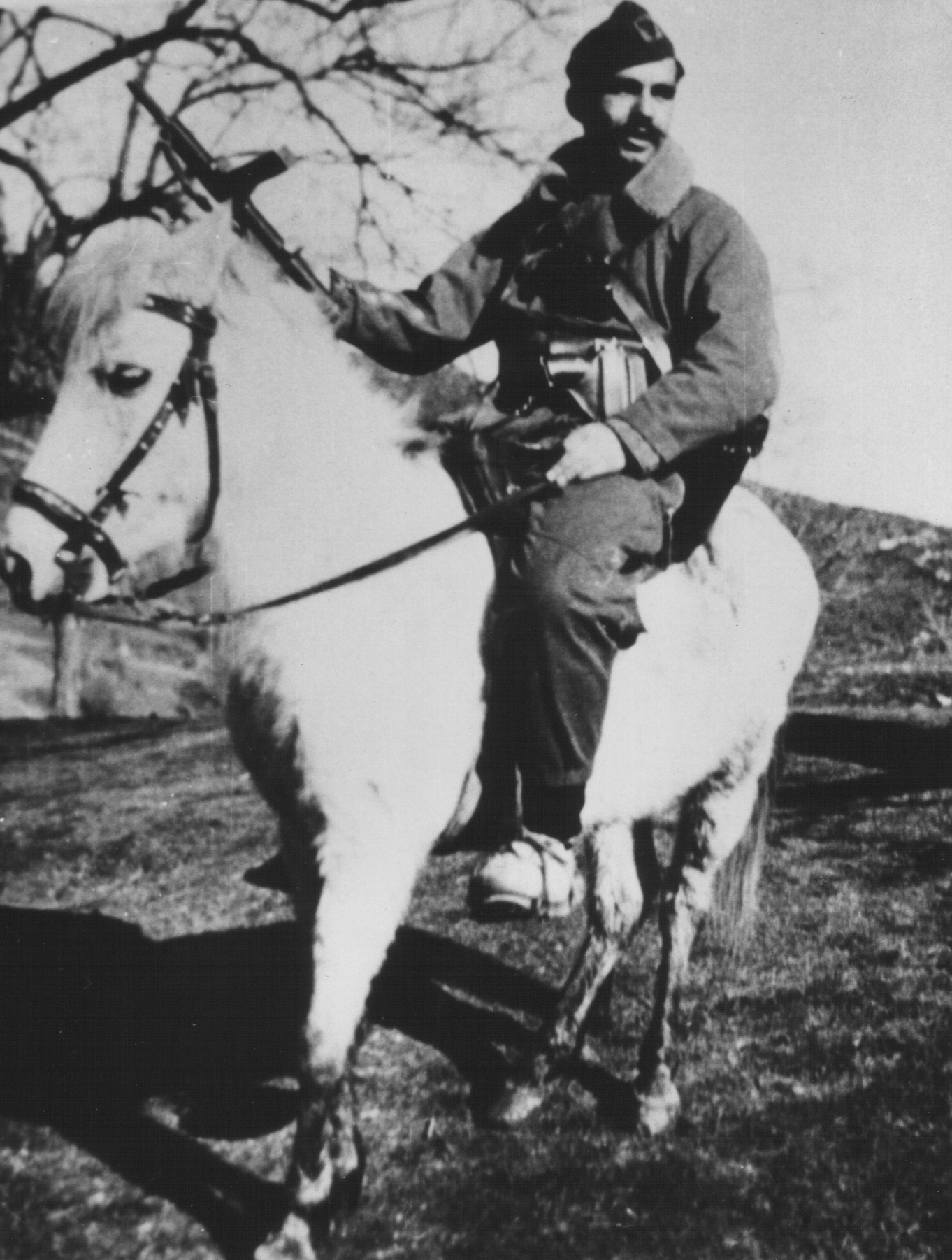
Fadil Hoxha in 1943/1944

Fadil Hoxha (Gjakovë, 15 maart 1916 - Pristina, 23 april 2001) was een Joegoslavisch politicus van Kosovaarse Albanese afkomst, van de partij Liga van Communisten van Kosovo (Savez Komunista Kosovo (i Metohija), SKK), de toen enige politieke partij van Kosovo.
Van 1945 tot 1963 was hij Voorzitter van de Uitvoerende Raad, vergelijkbaar met premier, van de Autonome Provincie Kosovo en Metohija, de naam van Kosovo tussen 1946 tot 1974 als onderdeel van de republiek Servië in de federatie Joegoslavië. Van dezelfde provincie was hij parlementair president van 11 juli 1945 tot 20 februari 1953 en van 23 juni 1967 tot 7 mei 1969.
Fadil Hoxha was daarna van 1978 tot 1979 vicepresident van de Socialistische Federale Republiek Joegoslavië.
- Gemeinsame Normdatei: 134183576
- International Standard Name Identifier: 0000 0000 7879 5211
- Library of Congress Control Number: n88020400
- Virtual International Authority File: 13849437
- WorldCat: E39PBJdWKh8FHhwyPYKrMGtYfq